# SUPER GT+
SUPER GT+（スーパージーティープラス）は、2011年（平成23年）4月10日から2022年（令和4年）3月27日までテレビ東京系列で放送されていたSUPER GTの情報を中心としたモータースポーツ及び自動車情報番組。

## 概要
テレビ東京は2003年4月2日よりSUPER GTの情報番組である『激走!GT』を放送していたが2010年3月28日に終了。2010年から放映権がフジテレビに移り『スーパーGTコンプリート』が放送されたが僅か1年(1シーズン)で終了。翌2011年には再びテレビ東京に放映権が戻り、新たに本番組が開始されることになった。
当時、地上波でSUPER GTを専門に取り扱う唯一の番組だった。また『激走!GT』をネットしていなかったBSジャパンでも2014年3月まで遅れネットしていた。
2022年3月20日の放送で、3月28日（27日深夜）の放送をもって終了することを発表。11年の歴史に幕を下ろすことになった。最終回では、出演者による最後の挨拶が行われた。但し、『激走!GT』とは異なり、他局へのSUPER GTの情報番組の放映権の移行が行われていなかった為か、以降地上波でSUPER GTを専門に扱うレギュラー番組は放送されていなかったが、2025年4月5日より3年ぶりに後継番組として『RACING LABO SUPER GT+KYOJO』を放送開始となった。
後番組は2022年4月3日（4日深夜）からテレビ東京を含めた6局は『テレ東卓球塾』が開始した。一方で、この番組を独立放送局で唯一同時ネットしていたびわ湖放送は、この番組終了を機に同時ネットから外れ、自主編成に移行した。

## 出演者
MC（リポーター兼任）
- 中尾明慶

リポーター
- 岡副麻希（2019年4月7日 - ）[8]

レース実況
- ピエール北川（2015年 - ） - サーキットの場内実況を使用、海外ラウンドの場合は個別に実況を収録

不定期出演
- 谷口信輝（愛車自慢コンテスト審査委員長、通称「愛車キング」 ）
- 横溝直輝（レース解説、2020年7月26日 - ）

### 過去の出演者
- 浅田舞（MC、番組開始 - 2012年3月18日）
- 斎藤ゆき (リポーター、番組開始 - 2013年3月）
- 小島秀公（リポーター、テレビ東京アナウンサー。2011年はレース実況も担当。2017年開幕戦では中尾の怪我の為に代役でMCを担当）
- 青木愛（リポーター、2012年4月1日 - 2014年3月16日）[9]
- 狩野恵里（リポーター、テレビ東京アナウンサー、2012年4月1日 - 2016年6月12日）[9]
- 2012年 - 2014年のレース実況はJ SPORTSの音声を使用（SUPER GT#コメンタリーを参照）
- 高松チェルシーリナ（リポーター、2014年3月23日 - 2015年3月15日）[10]
- 岩﨑名美（リポーター、2015年3月29日 - 2017年3月19日）[11]
- 山本左近（レース解説、元F1ドライバー、2015年4月12日 - 2018年12月31日）[12][13]
- ゆーびーむ☆（リポーター、2017年3月26日 - 2018年3月25日）
- 渋谷飛鳥（リポーター、2018年4月1日 - 2019年3月31日）[14]
- 千代勝正（レース解説、2019年5月12日 - 2019年11月17日）
- 岡田圭右（ますだおかだ、各種モーターカーイベントに帯同することが多い）

## スタッフ（2019年4月 - ）
- ナレーター：土屋滋生 伊藤りな
- 構成：大船知充 渡邊亮太
- ブレーン：田部靖彦
- CAM：小池弘晋 草柳徹也 山田実
- 技術協力：ケテルレースサービス
- 車載協力：JVC KENWOOD
- 衣装提供：株式会社グループ・エム・レーシング
- 編集：桜井一成 通山実
- MA：金志雅彦
- 協力：GTアソシエイション
- 番宣：石原裕也
- ディレクター：金山陽一 吉井孝至
- 総合演出：白石真也
- プロデューサー：鈴木恵介 清水俊太郎
- 制作協力：CODE/CHORD,Inc
- 製作：テレビ東京 PROTX

## エンディングテーマ
- Sympathy（シド・SUPER GT2011 - 2012テーマソング・2011年度 - 2012年度）
- アメリカ～We are all right!～（じん feat. IA・2013年度）
- We gotta run（IA feat.jumicchi・2014年度 - 2015年3月29日）
- FUTURE DRIVER（八王子P feat.初音ミク・2015年4月5日 - 2016年4月10日）
- DRIVE（Alvin Risk・2016年4月17日 - 2019年3月31日）
- DANCE（PRIZMAX・2019年4月7日 - ）
- YES/NO（Xmas Eileen・2020年度）
- Run&Run（Don't Think! Sing!・2021年度 - 2022年3月27日）

## ネット局
| 放送対象地域   | 放送局                | 系列           | 放送期間                    | 放送曜日・時間      | 放送日の遅れ |
| -------------- | --------------------- | -------------- | --------------------------- | ------------------- | ------------ |
| 関東広域圏     | テレビ東京（TX）      | テレビ東京系列 | 2011年4月10日-2022年3月27日 | 日曜 23:30 - 翌0:00 | 制作局       |
| 北海道         | テレビ北海道（TVh）   | テレビ東京系列 | 2011年4月10日-2022年3月27日 | 日曜 23:30 - 翌0:00 | 同時ネット   |
| 愛知県         | テレビ愛知（TVA）     | テレビ東京系列 | 2011年4月10日-2022年3月27日 | 日曜 23:30 - 翌0:00 | 同時ネット   |
| 大阪府         | テレビ大阪（TVO）     | テレビ東京系列 | 2011年4月10日-2022年3月27日 | 日曜 23:30 - 翌0:00 | 同時ネット   |
| 岡山県・香川県 | テレビせとうち（TSC） | テレビ東京系列 | 2011年4月10日-2022年3月27日 | 日曜 23:30 - 翌0:00 | 同時ネット   |
| 福岡県         | TVQ九州放送（TVQ）    | テレビ東京系列 | 2011年4月10日-2022年3月27日 | 日曜 23:30 - 翌0:00 | 同時ネット   |
| 滋賀県         | びわ湖放送（BBC）     | 独立局         | 2011年4月10日-2022年3月27日 | 日曜 23:30 - 翌0:00 | 同時ネット   |

過去のネット局
- BSジャパン（現：BSテレ東。BSデジタル放送）2011年4月17日 - 2014年3月（日曜 10:30 - 11:00・遅れネット）
- 熊本放送（TBS系列）にて2011年9月14日より期間限定で放送（毎週水曜 1:55 - 2:25）。

## 備考
- 2014年5月4日は『世界卓球2014東京・準決勝』中継の放送時間延長に伴う編成事情により、急遽休止となった。当該回は翌週の5月11日に放送。
- 2017年6月4日は『世界卓球×全仏テニス』世界ランク1位!大島&森薗「男子ダブルス決勝」（23:30 - 翌1:05）中継により放送休止。
- 海外の時差が大きい世界卓球・全仏オープンテニスの中継などを理由に休止になることも多かった。